# Vodovod
 Ovo je glavno značenje pojma Vodovod. Za  naselje u općini Novi Travnik, BiH pogledajte Vodovod (Novi Travnik, BiH).
Vodovod ili vodoopskrbni sustav je sustav građevina, uređaja i instalacija namijenjen opskrbi vodom stambenih naselja, industrije, a dijelom i poljoprivrede. Njime se vode zahvaćaju, pročišćavaju, dovode do mjesta potrošnje i raspodjeljuju. S obzirom na raspoložive i potrebne količine vode grade se komunalni i regionalni vodovodi. Komunalni vodovodi opskrbljuju jedno mjesto ili grad s prigradskim naseljima. Regionalni vodovodi grade se u područjima gdje nema dovoljno vode u blizini svakoga naselja, pa se voda zahvaća na jednome mjestu u regiji i provodi do više naselja. Prema načinu pogona, to jest ostvarivanja potrebnoga tlaka vode, vodovod može biti gravitacijski, tlačni ili mješoviti.

## Povijest
Početak gradnje vodovoda povezan je s razvojem prvih stambenih naselja. Poznati su podatci o izgradnji vodovoda oko 3000. pr. Kr. U starom su Egiptu bili kopani zdenci promjera 3 do 4 metra i dubine veće od 200 metara. Dizanje vode s velike dubine bilo je poznato u starom Egiptu, Babilonu i Kini; za to su se upotrebljavali uređaji s vjedrima i vitlima, a za razvođenje su služile keramičke, drvene ili olovne cijevi. Gradili su se vodovodi kojima se izvor nalazio daleko od naselja. U Jeruzalemu su sačuvani ostatci vodovoda izgrađenog oko 1000. pr. Kr. Velika naselja nicala su redovito na teritoriju s izobiljem vode (područje Eufrata i Tigrisa, dolina Nila), ali je opskrba vodom rješavana i vodovodima koji su dovodili vodu iz velikih daljina. Najpoznatiji starovjekovni sustavi vodovoda su iranski kanati i rimski akvadukti.
Izgradnja vodovoda osobito se razvila u grčkoj i rimskoj civilizaciji. U to su se doba gradili tuneli i mostovi za provođenje vode (akvedukt); poznati su, na primjer, vodovodni tunel duljine 1 kilometar, izgrađen za vodovod na grčkom otoku Samu (550. pr. Kr.), te rimski akvedukt preko rijeke Gard u Francuskoj (Pont du Gard), visok 48,77 metara. U Hrvatskoj je potkraj 3. i poč. 4. stoljeća izgrađen rimski vodovod duljine 9 kilometara za opskrbu Dioklecijanove palače u današnjem Splitu; akvedukti i tuneli toga vodovoda i danas se upotrebljavaju. Iz toga su doba u nas još pronađeni na primjer komadići olovnih cijevi koje su služile za dovod vode u Sisak ispod korita rijeke Kupe, ostatci vodovoda u Novalji na otoku Pagu i u Varaždinskim Toplicama.
U srednjem vijeku nastao je zastoj u razvoju vodoopskrbe. Početci ponovne izgradnje vodovoda u europskim gradovima zabilježeni su potkraj 12. i poč. 13. stoljeća. Međutim, u velikim gradovima Europe i Sjeverne Amerike suvremeni su vodovodni sustavi izgrađeni tek tijekom 19. stoljeća. U nas je značajna izgradnja vodovoda u Dubrovniku. Vodovod od izvora Šumet do grada, duljine oko 10 kilometara, izgrađen je od 1436. do 1437. Nakon vodovoda sagrađena je Velika Onofrijeva česma u središtu Dubrovnika.

## Dijelovi vodovoda
Vodovod se uglavnom sastoji od vodozahvatnih građevina, odakle se voda glavnim cjevovodom dovodi do uređaja za poboljšanje njezine kakvoće (kvalitete) i do vodosprema za uskladištenje, a potom se, uz pomoć razdjelne vodovodne mreže s pripadnim objektima i kućnim instalacijama te crpnih stanica za dizanje vode u više potrošačke zone, razvodi do krajnjih korisnika.

### Vodozahvatna građevina
Vodozahvatna građevina služi za zahvat (uzimanje) vode na različitim nalazištima (izvori, umjetno jezero, otvoreni tokovi, podzemne vode i drugo). S obzirom na topografski položaj nalazišta, u sklopu vodozahvatne građevine mogu se nalaziti i pripadni sadržaji kao što su crpni bazeni, crpna stanica (strojarnica) i drugo. Cisterna za skupljanje i spremanje oborinske vode (kišnice) rabi se u područjima bez drugačijih vrsta vode (na primjer bezvodna područja krša). Kao dio vodovoda gradi se samo za manja naselja. Kaptaža izvora građevni je objekt za zahvat vode koja iz podzemlja izbija prirodnim, silaznim ili uzlaznim tokom, koji se nastoji ne poremetiti ni u kojem slučaju. Obično je zaštićena i zatvorena radi zaštite od onečišćenja (zagađenja), pa se sastoji od jedne ili više komora s cijevima za odvod i ispust. Zahvat podzemnih voda izvodi se s pomoću zdenca, pri čem se voda izvlači podvodnim uronjenim crpkama. Kada je riječ o plitkim podzemnim vodama, zahvati se izvode s pomoću zdenaca (bunara) većih promjera, ili sabirnim vodoravnim drenovima i galerijama. Zahvat površinskih voda čini skup objekata i uređaja za korištenje površinskih voda za opskrbu. Vodozahvatni objekti na takvim nalazištima mogu biti jednostavni (potoci, rijeke), ali i vrlo složeni i skupi (jezera, mora). Zahvati morske vode izvode se posebnim podmorskim (podvodnim) objektima, s uređajima za odsoljavanje vode (desalinizaciju), uklanjanje planktona, riba i drugog.

### Uređaji za poboljšanje kvalitete vode ili kondicioniranje
Uređaji za poboljšanje kvalitete vode (kondicioniranje) fizikalnim, kemijskim i biološkim postupcima iz vode uklanjaju otopljene plinove, krutine i tekućine te žive organizme, što vodu čine neprikladnom za piće, a istodobno uklanjaju neugodne mirise, okus i boju, te smanjuju tvrdoću i korozivnost vode. Naime, prirodne vode namijenjene vodoopskrbi nisu uvijek prikladne za piće. Površinske vode iz potoka, rijeka i jezera uvijek sadrže plutajuće tvari (lišće, travu, plastični otpad, ulja i slično), a one podrijetlom iz jezera, još i planktone i alge. Podzemne vode, koje se obično smatraju čistima, katkad sadrže veće količine otopljenog ugljikova dioksida, sumporovodika, amonijaka, nitrata, iona željeza i mangana. Površinske i podzemne vode mogu također biti onečišćene otpadnim tvarima koje vodi daju neugodan okus i miris, a kadšto i opasnim tvarima. Zbog toga se površinske vode uvijek moraju čistiti, a podzemne je vode katkad dovoljno samo dezinficirati. Već prema stupnju onečišćenja, primjenjuje se jedan ili više postupaka čišćenja s pomoću odgovarajućih uređaja.
Rešetkama se uklanjaju krupne plutajuće tvari iz površinskih voda. Mikrositima se uklanjaju alge i ostale sitnije čestice koje se ne zadržavaju na rešetkama. Pjeskolovi su taložnici kojima se uklanja pijesak i druge čestice gustoće veće od vode. Otplinjavanje ili deaeracija, kojom se uklanja višak sumporovodika, ugljikova dioksida i drugih plinova, provodi se kaskadnim i površinskim otplinjačima (deaeratorima), rasprskivačima i ubrizgivačima. Taloženje (sedimentacija) postupak je uklanjanja zrnatih i pahuljičastih čestica iz vode djelovanjem sile teže, a provodi se u statičkim ili dodirnim taložnicima. Zgrušavanje (koagulacija) postupak je kojim se, dodatkom kemijskih sredstava (aluminijeve i željezne soli), iz vode uklanjaju tvari koje se u njoj nalaze u koloidnom stanju. Pahuljičenje (flokulacija) spajanje je raspršenih sitnih čestica u veće pahuljice, koje se iz vode uklanjaju taloženjem i filtriranjem; obično se primjenjuje mehaničko miješanje, te dodavanje sredstva za flokulaciju (silika-gela, gline, aktivnog ugljena, sitnoga pijeska, dijatomejske zemlje i drugog). Cijeđenje (filtracija) provodi se radi uklanjanja krutina propuštanjem vode kroz filtar, obično s ispunom kremenoga pijeska. Dezinfekcijom se postiže smanjivanje koncentracije štetnih mikroorganizama do granice koja nije opasna za ljude. Provodi se s pomoću dezinfekcijskoga sredstva, najčešće klora, klorova dioksida i ozona, kadšto i srebra, broma, kalijeva permanganata, ili iskuhavanjem vode te izlaganjem ultraljubičastomu zračenju.

### Vodosprema
Vodosprema je građevni objekt u kojem se voda skuplja u dijelovima dana ili noći kada je potrošnja najmanja, a služi u onim razdobljima kada je potrošnja povećana iznad srednje dnevne. Te građevine moraju biti tehnički i sanitarno besprijekorno izvedene, a njihov obujam dovoljan da osigura potrebnu količinu vode u satima najveće potrošnje, maksimalno opterećenoga dana ili za gašenje požara. Smještaj vodospreme nastoji se predvidjeti na takvoj visini da osigurava potreban opskrbni tlak u najkritičnijoj točki naselja.

### Vodovodna mreža
Vodovodna mreža obuhvaća cijevi i pridružene svrsishodne dijelove kojima se voda iz vodospreme razvodi do krajnjih potrošača. Tlocrtni raspored cjevovoda u odnosu na smjer dovoda vode ovisi o veličini naselja, urbanističkom rješenju i topografskim prilikama. Cijevi su okrugla presjeka, od lijevanoga željeza, čelika, betona, armiranoga betona ili polimernih materijala. Izbor vrste materijala za cijevi ovisi o maksimalnom radnom tlaku te o gospodarskim uvjetima i zdravstvenim zahtjevima. Potreban tlak u razvodnom cijevnom vodu uvjetovan je nizom čimbenika, na primjer visinom zgrada, zahtjevima protupožarnih uređaja, a za učinkovito djelovanje mora iznositi najmanje od 2,7 do 4 bara. Osim cijevi, vodovodna mreža obuhvaća i ventile (zasune) za isključivanje pojedinih dijelova mreže radi izmjene ili popravaka, zračne ventile za ispuštanje zraka iz najviših dijelova mreže, hidrante za dobavu većih količina vode prilikom gašenja požara, različite naprave za smanjenje (redukciju) tlaka, manometre, označavanje vodostaja i potrošnje u rezervoarima, priključne garniture i registratore potrošnje (kućni vodomjeri); za osiguranje potrebne količine i tlaka vode u visokim zgradama i u naseljima gdje nije visok tlak u vodovodu, izgrađuju se rezervoari na vrhovima kuća ili se postavljaju automatske crpne stanice – hidrofori.
Prema području koje opskrbljuje vodom, vodovodna mreža može biti gradska, industrijska, kućna ili protupožarna. Gradska vodovodna mreža opskrbljuje stambene skupine u gradu ili naselju, a služi za potrebe stanovnika. Industrijska vodovodna mreža posebna je vodovodna (samostalna) mreža za velike industrijske komplekse (željezare, postrojenja kemijske industrije i drugo). Kućna vodovodna mreža instalacija je vodovoda unutar stambenih i javnih zgrada s vodoravnim i okomitim razvodima. Sastoji se od razvodne mreže hladne vode i razvodne mreže tople vode. Protupožarna vodovodna mreža posebna je vodovodna mreža za zaštitu od požara. Protupožarni cjevovodi u naseljima mogu biti potpuno odijeljeni od vodoopskrbnih instalacija, tako da čine posebne vodovode (obično za industrijske i velike vojne komplekse, rafinerije nafte i slično). Isto tako, i u velikim stambenim i javnim objektima protupožarni su cjevovodi odijeljeni. Prema obliku, vodovodna mreža može biti prstenasta i razgranata. Prstenasta vodovodna mreža omogućava cirkulacijsko protjecanje vode kroz sustav. Razgranata vodovodna mreža sastoji se od jednoga glavnoga dovodnog ogranka, iz kojega se odvajaju pojedinačni cjevovodi kao grane prema krajevima.